# Мамедов, Джалил Фарзали оглы
Джалил Фарзали оглы Мамедов (азерб. Cəlil Fərzəli oğlu Məmmədov; 12 ноября 1910, Каракоюнлу, Елизаветпольская губерния — 20 июня 1953, Баку) — советский азербайджанский государственный и партийный деятель, Герой Социалистического Труда (1949).

## Биография
Родился 12 ноября 1910 года в селе Каракоюнлу Елизаветпольского уезда Елизаветпольской губернии (ныне Геранбойский район Азербайджана).
Участник Великой Отечественной войны. На фронте с июня 1941 года, дослужился до звания майора. Воевал в составе 416-й стрелковой дивизии.
В 1934—1953 годах — заведующий Евлахским районным отделом народного образования, директор советско-партийных школ в Закатале и Казахе, первый секретарь Масаллинского райкома, секретарь Бакинского обкома КП Азербайджана, заместитель заведующего отделом партийных, профсоюзных и комсомольских органов ЦК КП Азербайджана. В 1948 году обеспечил своей работой перевыполнение в среднем по Масаллинскому району планового сбора урожая табака на 25,8 процентов.
Указом Президиума Верховного Совета СССР от 1 июля 1949 года за получение в 1948 году высоких урожаев табака Мамедову Джалилу Фарзали оглы присвоено звание Героя Социалистического Труда с вручением ордена Ленина и золотой медали «Серп и Молот».
Активно участвовал в общественной жизни Азербайджана. Член КПСС с 1931 года. Депутат Верховного Совета Азербайджанской ССР 2-го и 3-го созыва. Делегат XIX съезда КП Азербайджана, где избран членом ЦК.
Скончался 20 июня 1953 года в Баку.